# Die Insel (Zeitschrift)

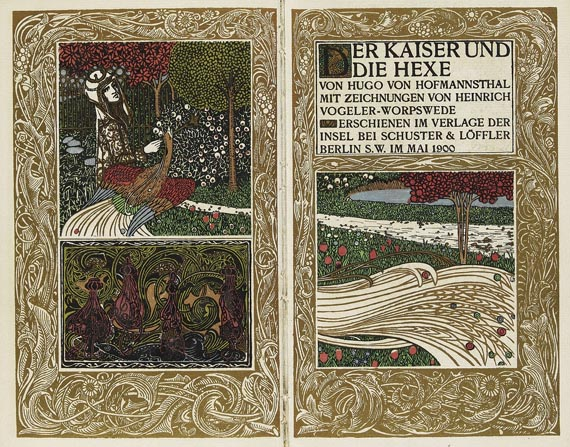
Illustrationen Heinrich Vogelers zu Hugo von Hofmannsthals Der Kaiser und die Hexe, 1900

Die Insel – „aesthetisch-belletristische Monatsschrift mit Bilderbeilage“ war eine Literatur- und Kunstzeitschrift, die von 1899 bis 1902 als Monatsschrift mit Buchschmuck und Illustrationen in München erschien und von Otto Julius Bierbaum, Alfred Walter Heymel und Rudolf Alexander Schröder herausgegeben wurde.
Die Insel war trotz ihres nur kurzen Erscheinens von 36 Nummern in drei Jahrgängen eine der wichtigsten deutschen Zeitschriften der beginnenden literarischen Moderne. In dem Heft erschienen Texte bereits bekannter Autoren wie Hugo von Hofmannsthal und Rainer Maria Rilke. Aber auch neue Stimmen waren hier zu lesen, wie beispielsweise Robert Walser.
Das Signet der Zeitschrift, ein Segelschiff, entwarf Peter Behrens. Es ist noch heute das Logo des Insel Verlags, der aus der Zeitschrift hervorging.

## Autoren
- Otto Julius Bierbaum
- Franz Blei
- Rudolf Borchardt
- Max Dauthendey
- Richard Dehmel
- Paul Ernst
- Gustav Falke
- André Gide
- Hugo von Hofmannsthal
- Arno Holz
- Detlev von Liliencron
- Maurice Maeterlinck
- Heinrich Mann
- Julius Meier-Graefe
- Friedrich Nietzsche
- Edgar Allan Poe
- Rainer Maria Rilke
- Felix Salten
- Paul Scheerbart
- Karl Schloß
- August Strindberg
- Émile Verhaeren
- Paul Verlaine
- Robert Walser
- Jakob Wassermann
- Frank Wedekind
- Walt Whitman
- Oscar Wilde
- William Butler Yeats